# Tshepang Manyika
Tshepang Manyika (* 23. Februar 2001) ist eine botswanische Leichtathletin, die sich auf den Sprint spezialisiert hat.

## Sportliche Laufbahn
Erste internationale Erfahrungen sammelte Tshepang Manyika im Jahr 2022, als sie bei den Afrikameisterschaften in Port Louis mit der botswanischen 4-mal-100-Meter-Staffel in 45,93 s den fünften Platz belegte. Im Jahr darauf schied sie bei den World University Game in Chengdu mit 12,59 s im Vorlauf über 100 Meter aus. 2024 belegte sie bei den Afrikameisterschaften in Douala in 44,69 s den vierten Platz in der 4-mal-100-Meter-Staffel und gelangte auch mit der 4-mal-400-Meter-Staffel mit 3:33,13 min auf Rang vier.
In den Jahren 2022 und 2024 wurde Manyika botswanische Meisterin in der 4-mal-100-Meter-Staffel.

## Persönliche Bestzeiten
- 100 Meter: 11,76 s (−0,3 m/s), 4. Februar 2023 in Francistown
- 200 Meter: 24,40 s (+1,3 m/s), 21. Januar 2023 Francistown